# Lily McInerny

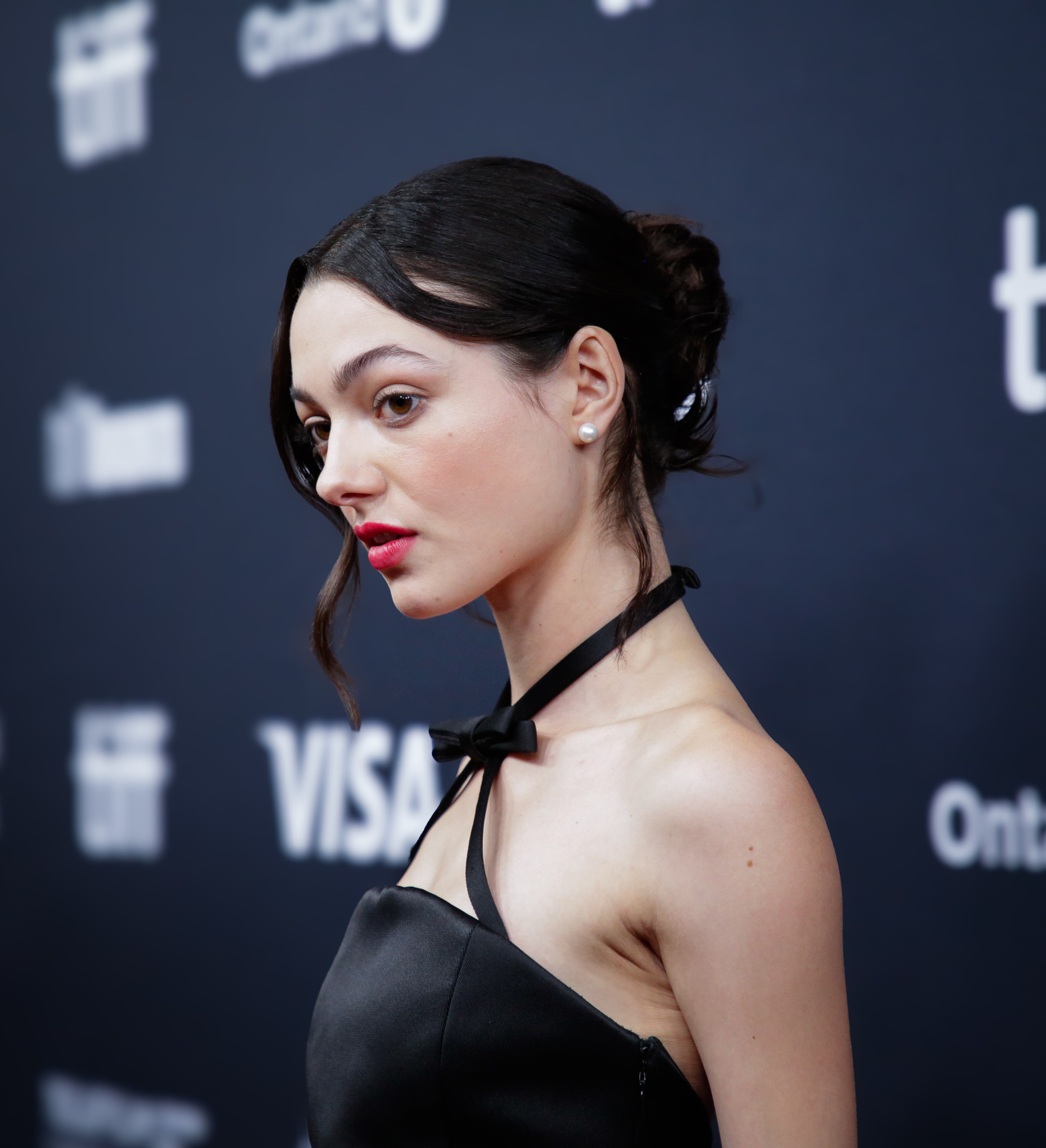
Lily McInerny (2024)

Lily McInerny (* 13. Dezember 1998) ist eine US-amerikanische Schauspielerin.

## Leben
Lily McInerny wuchs in New York City auf und begann im Alter von acht Jahren mit dem Schauspielen. Mit 13 wurde sie an der Fiorello H. LaGuardia High School of Music & Art and Performing Arts aufgenommen. Nach Abschluss der High School ging sie nach Vermont, wo sie eine Ausbildung am College begann. Aufgrund der COVID-19-Pandemie kehrte sie nach New York zurück, wo sie 2022 im Theaterstück Camp Siegfried am Second Stage Theater auf der Bühne stand.
In dem beim Sundance Film Festival 2022 uraufgeführten Filmdrama Palm Trees and Power Lines von Jamie Dack hatte sie als Lea eine Hauptrolle. Für deren Darstellung wurde sie im Rahmen der Independent Spirit Awards 2023 in der Kategorie Best Breakthrough Performance für die beste Nachwuchsleistung nominiert. Ebenfalls 2022 war sie in der Dramaserie Tell Me Lies des Streaminganbieter Hulu als Macy zu sehen. In der deutschsprachigen Fassung wurde sie von Fanny Schmidt synchronisiert.
In Bonjour Tristesse von Durga Chew-Bose, einer Verfilmung des gleichnamigen Romanes von Françoise Sagan, verkörperte sie an der Seite von Claes Bang als ihr Vater Raymond die 17-jährige Cécile. Der Film wurde Anfang September 2024 am Toronto International Film Festival 2024 in der Sektion Discovery uraufgeführt.

## Filmografie (Auswahl)
- 2017: Elton John: Tiny Dancer (Musikvideo)
- 2022: Palm Trees and Power Lines
- 2022: Tell Me Lies (Fernsehserie, zwei Episoden)
- 2024: Fan Fiction (Kurzfilm)
- 2024: Bonjour Tristesse

## Auszeichnungen und Nominierungen (Auswahl)
Independent Spirit Awards 2023
- Nominierung in der Kategorie Best Breakthrough Performance für Palm Trees and Power Lines[3]